# هیوندای دیناستی

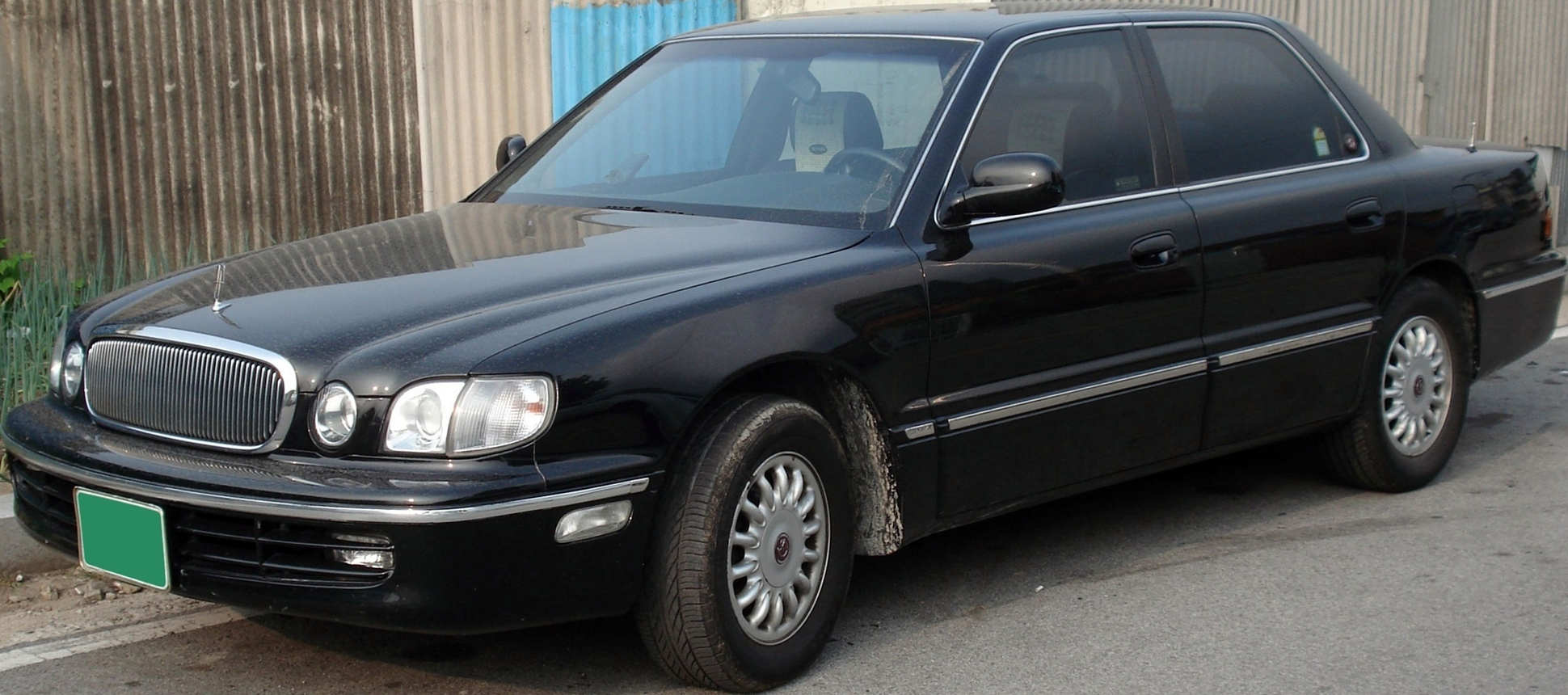

هیوندایی دیناستی (Hyundai Dynasty) خودرویی است که در سال‌های ۱۹۹۶ تا ۲۰۰۵در کره (کشور) تولید شده‌است. طراحی آن FF بوده طول آن در حالت طبیعی ۴٬۹۸۰ میلیمتر (۱۹۶٫۱ اینچ)، عرض آن در حالت طبیعی ۱٬۸۱۰ میلیمتر (۷۱٫۳ اینچ) و ارتفاع آن در حالت طبیعی ۱٬۴۴۵ میلیمتر (۵۶٫۹ اینچ) است.